# Balantidium coli
Balantidium coli (лат.) — вид инфузорий, паразитирующих в толстой кишке у некоторых млекопитающих: как правило, у свиней, реже у крыс, собак, а также у человека. Вызывает заболевание балантидиаз, или инфузорную дизентерию. Несмотря на спорадичность заболевания, Balantidium coli является единственной достоверной изученной паразитической инфузорией человека. Вид был впервые описан шведским учёным Мальмстеном в 1857 году; способность вызывать заболевание у человека описал и доказал Н. С. Соловьёв в 1901 году.

## Строение и образ жизни
Balantidium coli — самый крупный из кишечных простейших: размеры клетки в вегетативной форме достигают 50—80×35—60 мкм, а диаметр цисты достигает порядка 50 мкм. Клетки Balantidium coli характеризуются яйцевидной формой, их поверхность покрывает пелликула, усеянная большим количеством продольных рядов короткиx ресничек, которые являются органоидами движения. Пелликула при движении эластична, это позволяет инфузории нарушать симметрию тела. Под пелликулой лежит тонкий слой прозрачной альвеолярной эктоплазмы. При этом на переднем конце имеется щелевидное углубление, называемое перистом, на дне которого расположено ротовое отверстие, именуемое цитостом. Ядерный аппарат, как и у всех инфузорий, представлен макро- и микроядром.
Питается крахмальными зёрнами, эритроцитами, бактериями, грибами и другими клеточными элементами, которыми заполняются сократительные и пищеварительные вакуоли.

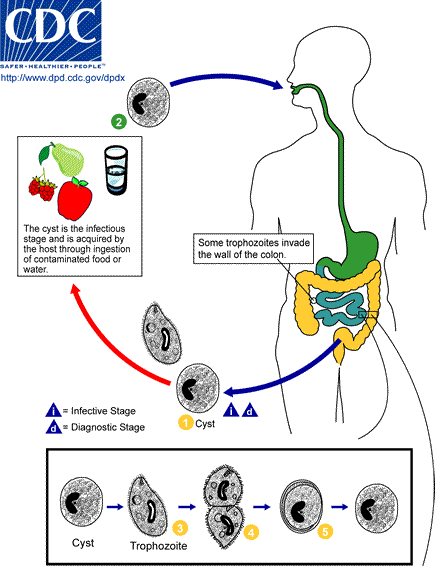
Жизненный цикл Balantidium coli: наиболее часто в организм человека инфузория проникает в результате прямого контакта со свиными фекалиями

## Жизненный цикл
Жизненный цикл Balantidium coli включает половую и бесполую фазы. По завершении периода полового размножения (конъюгации) Balantidium coli инцистируется и, как правило, попадает во внешнюю среду вместе с каловыми массами. Циста Balantidium coli покрыта двухслойной оболочкой и не имеет ресничек. Его цисты долго сохраняют жизнеспособность вне живых организмов. В фекалиях при комнатной температуре цисты сохраняются до 30 часов, в водопроводной и сточной воде срок жизнеспособности доходит до 7 дней. На объектах окружающей среды цисты Balantidium coli сохраняются при комнатной температуре и наличии достаточной влаги до 2 месяцев, а в затенённых сухих местах — до 2 недель. В 5%-м водном растворе карболовой кислоты они сохраняются до 3 ч, а в 10%-м растворе формалина — 4 ч. Также возможно их культивирование во внешних питательных средах в лабораторных условиях.